# Allapoderus alenensis
Allapoderus alenensis es una especie de coleóptero de la familia Attelabidae.

## Distribución geográfica
Habita en Guinea y República Democrática del Congo.